# Източноафрикански подземен плъх
Tachyoryctes splendens е вид бозайник от семейство Слепи кучета (Spalacidae).

## Разпространение
Видът е разпространен в Бурунди, Демократична република Конго, Етиопия, Кения, Руанда, Сомалия, Танзания и Уганда.